# 앙투안 샤를 루이 드 라살

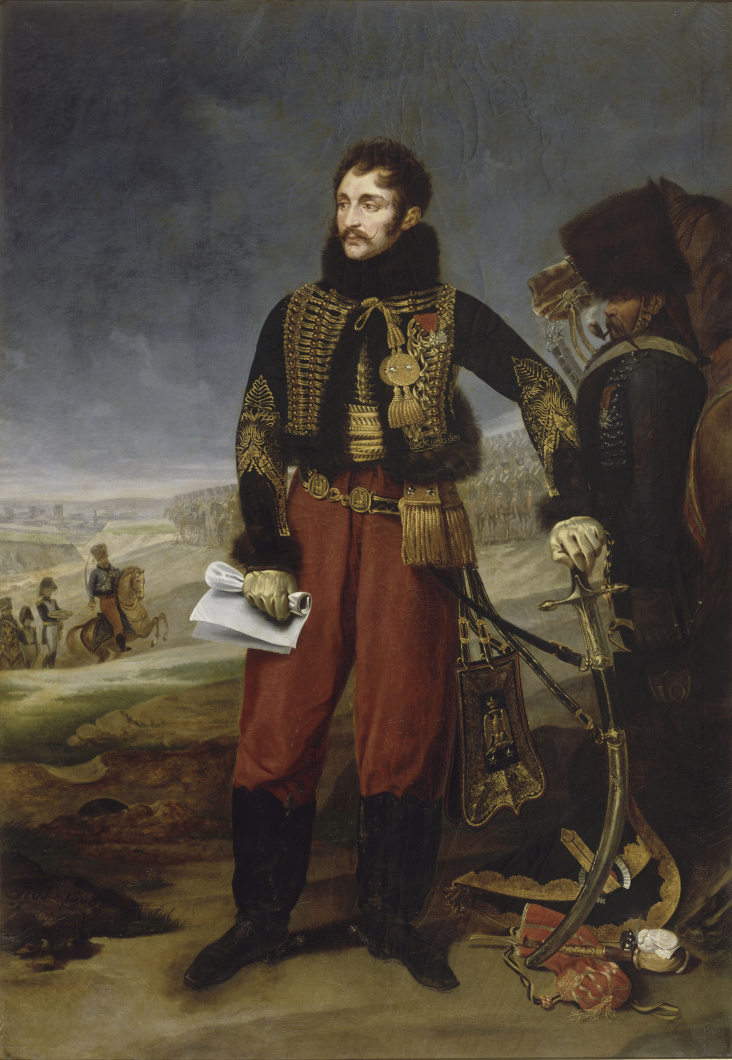
앙투안 샤를 루이 드 라살

앙투안 샤를 루이 드 라살(프랑스어: Antoine Charles Louis de Lasalle, 1775년 9월 1일 ~ 1809년 5월 17일)은 프랑스의 군인이다.